# William Wall (1800–1872)
William Wall (ur. 20 marca 1800 w Filadelfii, zm. 20 kwietnia 1872 w Brooklynie) – amerykański polityk, członek Partii Republikańskiej.

## Działalność polityczna
W okresie od 4 marca 1861 do 3 marca 1863 przez jedną kadencję był przedstawicielem 5. okręgu wyborczego w stanie Nowy Jork w Izbie Reprezentantów Stanów Zjednoczonych.